# Maria Quintana
Maria Quintana (ur. 7 lipca 1966 w Denver) – amerykańska narciarka, uprawiająca narciarstwo dowolne. Jej największym sukcesem jest złoty medal w skokach akrobatycznych wywalczony podczas mistrzostw świata w Tignes. Startowała w skokach akrobatycznych igrzyskach olimpijskich w Calgary, gdzie zajęła 7. miejsce, jednakże konkurencja ta była wtedy jedynie sportem pokazowym. Na późniejszych igrzyskach Quintana już nie startowała. Najlepsze wyniki w Pucharze Świata osiągnęła w sezonie 1984/1985, kiedy to zajęła 9. miejsce w klasyfikacji generalnej, a w klasyfikacji skoków akrobatycznych była czwarta.
W 1991 r. zakończyła karierę.

## Osiągnięcia

### Mistrzostwa świata
| Miejsce | Dzień    | Rok  | Miejscowość | Konkurencja        | Zwycięzca         |
| ------- | -------- | ---- | ----------- | ------------------ | ----------------- |
| 1.      | 4 lutego | 1986 | Tignes      | Skoki akrobatyczne | -                 |
| 7.      | 5 marca  | 1989 | Oberjoch    | Skoki akrobatyczne | Catherine Lombard |

### Puchar Świata

#### Miejsca w klasyfikacji generalnej
- sezon 1983/1984: 21.
- sezon 1984/1985: 9.
- sezon 1985/1986: 18.
- sezon 1986/1987: 14.
- sezon 1987/1988: 23.
- sezon 1989/1990: 56.

#### Miejsca na podium
1. Stoneham – 15 stycznia 1984 (skoki) – 3. miejsce
2. Breckenridge – 21 stycznia 1984 (skoki) – 2. miejsce
3. Tignes – 4 lutego 1984 (skoki) – 1. miejsce
4. Lake Placid – 20 stycznia 1985 (skoki) – 1. miejsce
5. Lake Placid – 21 stycznia 1985 (skoki) – 2. miejsce
6. Oberjoch – 3 marca 1985 (skoki) – 3. miejsce
7. Lake Placid – 19 stycznia 1986 (skoki) – 2. miejsce
8. Breckenridge – 24 stycznia 1987 (skoki) – 3. miejsce
9. Mariazell – 22 lutego 1987 (skoki) – 1. miejsce
10. Voss – 1 marca 1987 (skoki) – 2. miejsce
11. La Plagne – 19 grudnia 1987 (skoki) – 3. miejsce
12. La Clusaz – 12 marca 1988 (skoki) – 3. miejsce

- W sumie 3 zwycięstwa, 4 drugie i 5 trzecich miejsc.